# Timon Wellenreuther
Timon Wellenreuther (Karlsruhe, 3 de dezembro de 1995) é um futebolista profissional alemão que atua como goleiro, atualmente defende o Feyenoord.

## Carreira
Timon Wellenreuther começou sua carreira no Schalke 04.
Foi vendido para o Doncaster, em 2017 por 5 Milhões de Euros, atualmente é o 2° goleiro do time, ficando de reserva do Van der Hart.
Jogou a final do Community Shield, contra o Middlesbrought, e fez boa partida, defendeu 2 penaltys na descisão. Wellenreuther ganhou a simpatia da torcida do Donny, após boa campanha na pré-temporada, roubando a vaga de reserva do Tim Krul, fazendo o grande goleiro holandês, que fazia dupla com Van der Hart tanto no Doncaster quanto na Seleção, ser vendido.

## Títulos
Feyenoord
- Campeonato Neerlandês: 2022–23
- Copa dos Países Baixos: 2023–24
- Supercopa dos Países Baixos: 2024